# 蒲郡みかん

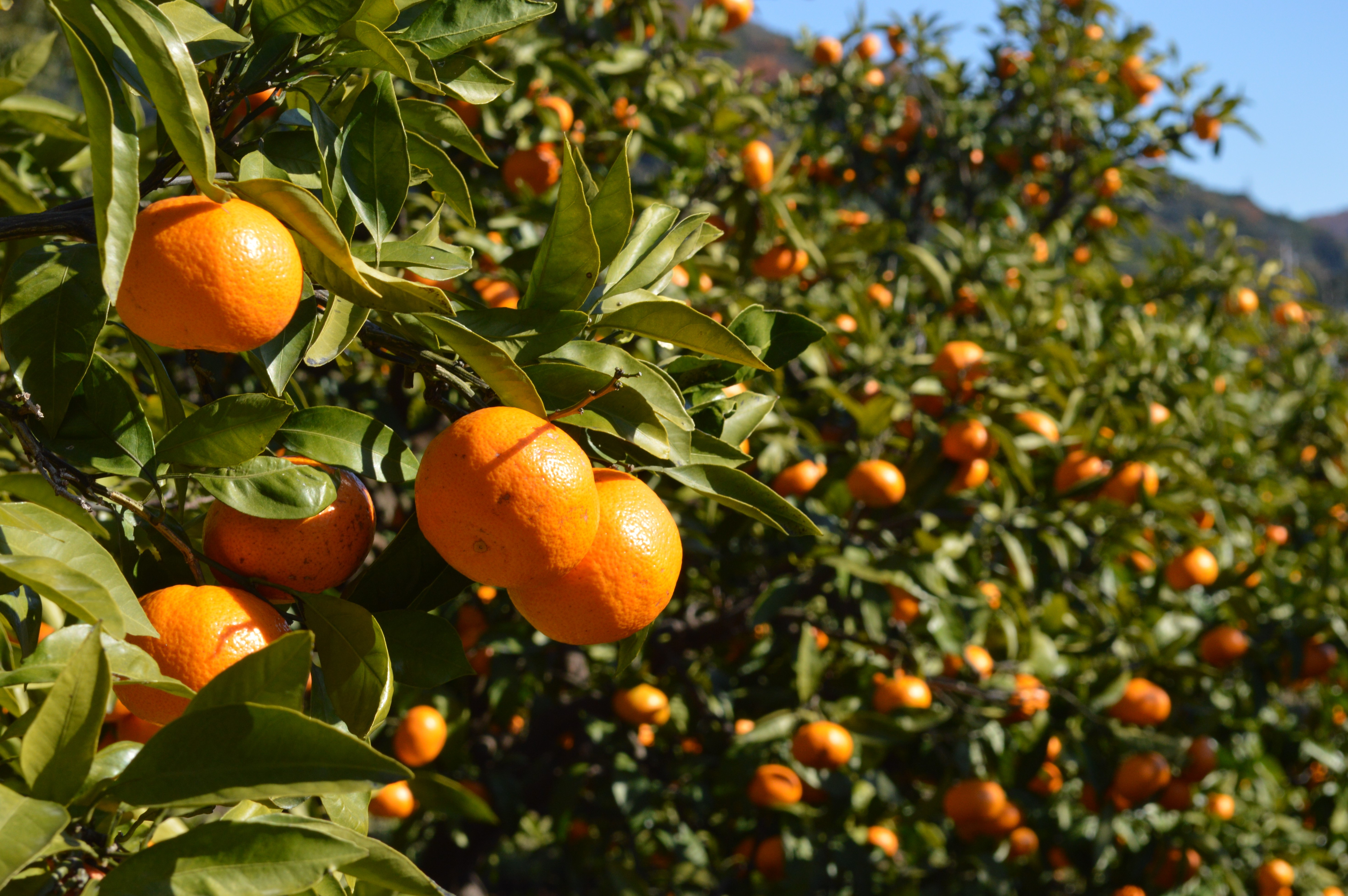
露地栽培の蒲郡みかん

蒲郡みかん（がまごおりみかん）は、愛知県蒲郡市などで生産されるウンシュウミカン。蒲郡市農業協同組合（JA蒲郡市）の組合員によって生産される。
温室栽培の「蒲郡温室みかん」（がまごおりおんしつみかん）と露地栽培の「蒲郡みかん」があり、これらを組み合わせることで通年でみかんを出荷できる体制をとっている。

## 特色

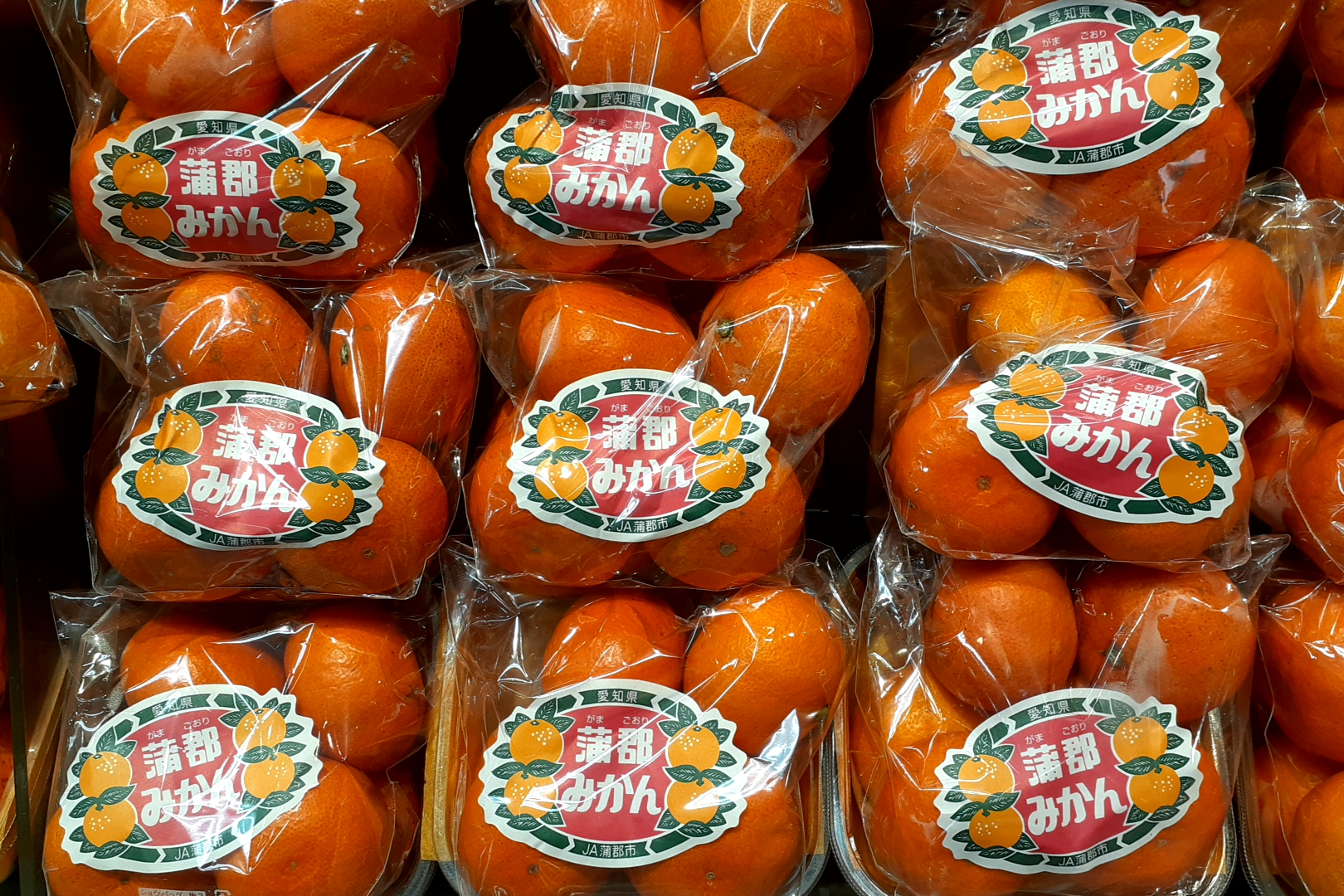
スーパーマーケットで販売されている蒲郡みかん

愛知県蒲郡市は三河湾と山に囲まれており、みかんの栽培に適した温暖な気候であるため、蒲郡みかんは蒲郡市の代表的産業となっている。特に温室みかんは夏の高級果実として量販店や果物専門店の人気商品となっている。販売エリアは名古屋圏が中心だが、関東方面や東北・北陸方面にも出荷される。
かつて蒲郡市農業協同組合の温室みかんの生産量は、農協単位では全国第1位だった。しかし、重油や資材費の値上がりによる生産量の減少や、市町村合併による影響などにより、唐津農業協同組合（JAからつ、佐賀県）に次いで全国第2位となっている。
2007年（平成19年）時点で蒲郡市農業協同組合には約600人の組合員がおり、露地みかん・温室みかん合わせて約400ヘクタールでみかんを栽培している。2007年度（平成19年度）には露地みかん約9200トン、温室みかん約3500トンを出荷した。

## 歴史

### みかん栽培の起こり

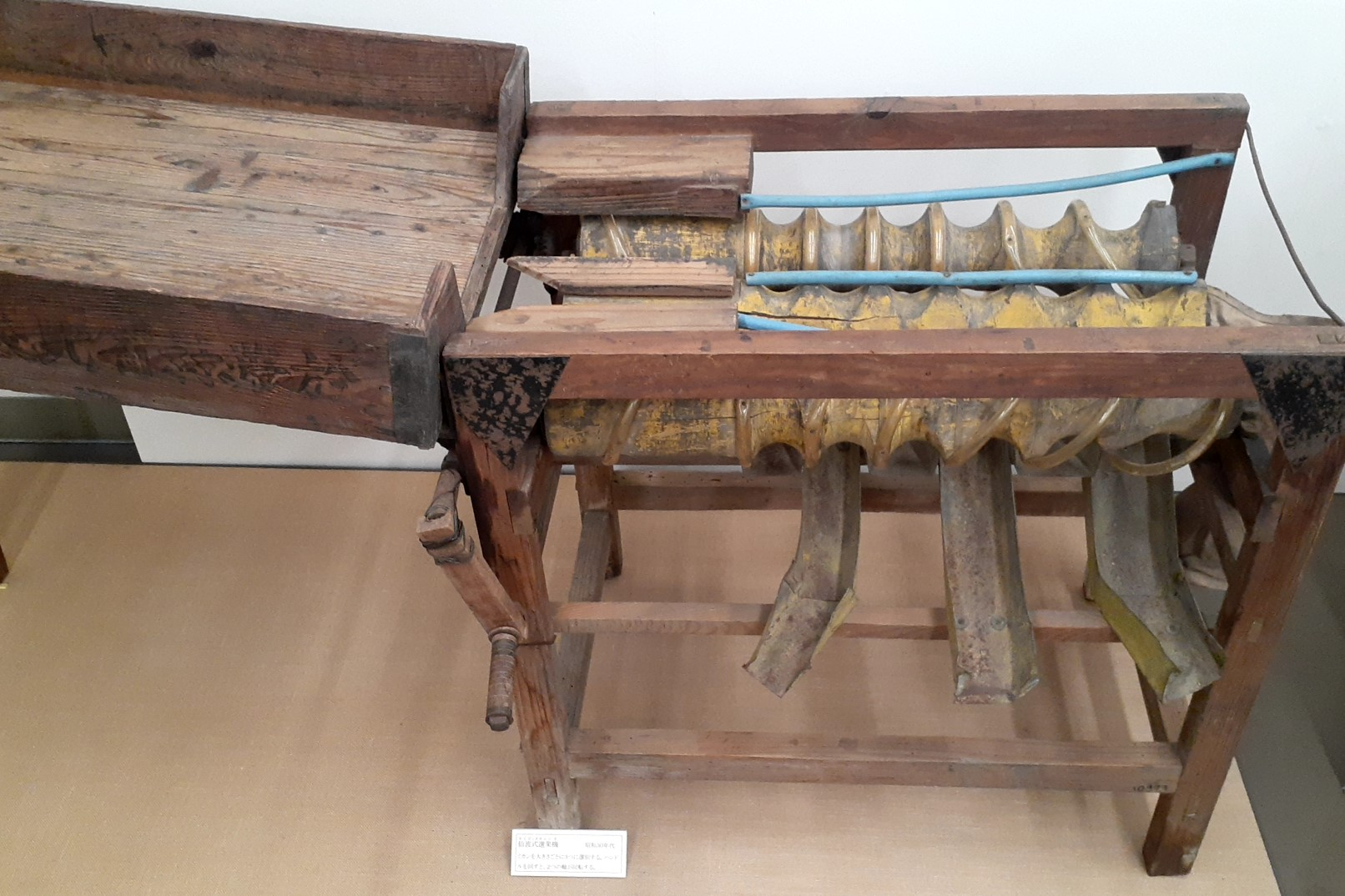
選果機（蒲郡市博物館）

この地域での柑橘類の歴史は古く、延宝7年（1679年）には三河国宝飯郡五井村（現・愛知県蒲郡市五井町）でみかんが栽培されていたという記録が残されている。蒲郡における近代的なみかん栽培の始まりは、幡豆郡幡豆町から入ってきた「唐みかん」であると言われている。19世紀後半からウンシュウミカンが栽培され始め、「西郡（にしのこおり）みかん」「神ノ郷みかん」として消費者に好評であった。

### 蒲郡みかんのブランド化

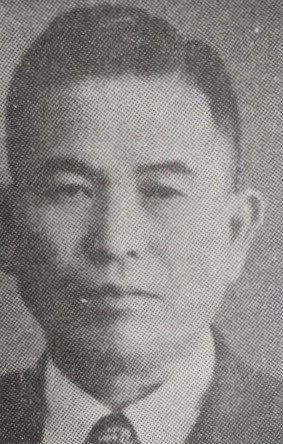
蒲郡柑橘農業協同組合長を務めた神田健治

1907年（明治40年）に改称した蒲郡東部尋常小学校（現・蒲郡市立蒲郡東部小学校）の校章には蒲郡みかんの花や葉が入っている。1913年（大正2年）には宝飯郡蒲郡町に宝飯郡立西部農学校が開校し、1920年（大正9年）には宝飯郡実業学校に改称したが、1923年（大正12年）には愛知県に移管されて愛知県立蒲郡農学校に改称した。
1926年（大正15年）には蒲郡町においてみかんの統一出荷が開始され、1929年（昭和4年）には大三蒲郡青果市場が開設されると、1930年（昭和5年）には宝飯郡柑橘組合連合会が設立された。1933年（昭和8年）には蒲郡町神ノ郷に愛知県営母樹園（現・愛知県農業総合試験場蒲郡支所）が設立されたが、太平洋戦争によって蒲郡のみかん畑は荒廃してしまった。
1948年（昭和23年）に宝飯豊川果樹組合（現・JA蒲郡市）が設立されると、神田健治が組合長に就任し、同年には西宝蒲郡青果市場も開設された。1954年（昭和29年）には蒲郡柑橘農業協同組合に改称され、1958年（昭和33年）まで神田が組合長を務めている。戦後の愛知県においては蒲郡みかんと並ぶ産地として知多半島南部の内海みかんもあった。1963年（昭和38年）時点の蒲郡市で栽培されているウンシュウミカンの大半は、知多郡内海町の7代目大岩金右衛門が生み出した「大岩5号」だった。
それまでは個人選果で個々の農家の努力に頼っていたが、1957年（昭和32年）に国によって新農村特別助成事業が開始されると、神田健治や大森信次らは蒲郡柑橘農業協同組合の中に共同選果場を作り、みかんの共同出荷体制を確立させた。共同選果場の開設を機に、等級品質の分類や糖度による評価基準も定められ、1963年（昭和38年）には全量出荷契約の制度を確立させた。これらの努力によって蒲郡のウンシュウミカンは販路が拡大し、蒲郡みかんとして全国に名が知られるようになった。同年には蒲郡柑橘農業協同組合でイチゴの共同出荷も開始している。この頃には普通温州に加えて早生温州も植えられるようになった。1969年（昭和44年）以後、蒲郡柑橘農業協同組合は集荷範囲を豊川市や宝飯郡にも拡大した。

### 温室みかんの導入

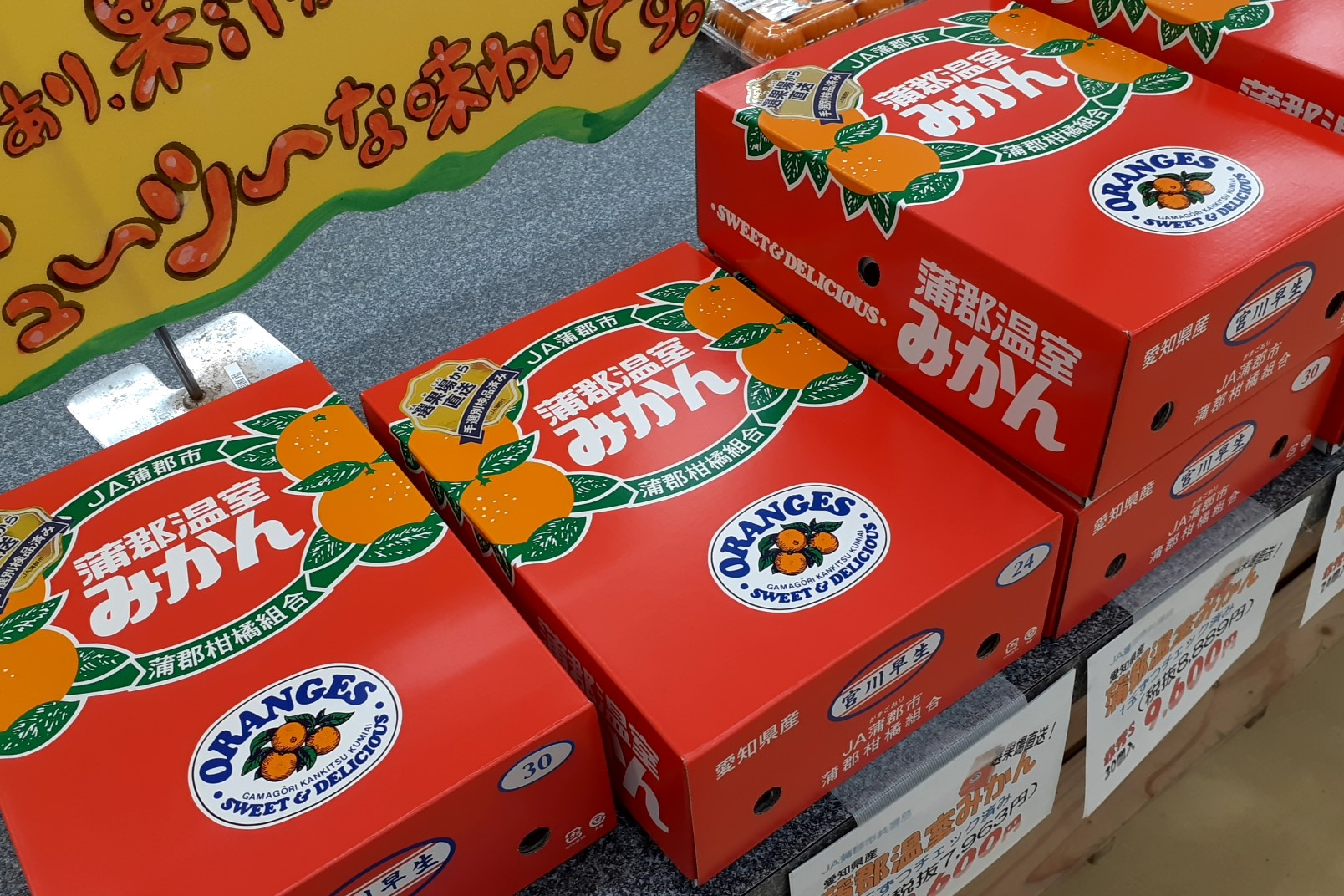
蒲郡温室みかん

1972年（昭和47年）には過剰生産によってみかん価格が暴落し、全国のみかん農家が大きな打撃を受けた。1970年代中頃からは各地でハウスミカン栽培（温室栽培）が導入され、1975年（昭和50年）頃からは蒲郡にも温室みかんが導入された。1978年（昭和53年）時点の愛知県は、ハウスミカンの栽培面積・生産量ともに愛媛県と徳島県に次いで全国第3位であり、県内で蒲郡市の占める比重は極めて高かった。
1979年（昭和54年）における市場別出荷量を見ると、露地みかんは名古屋市が40%、その他愛知県が39%、京浜が4%などだったが、ハウスミカンは名古屋市が25%、その他愛知県が10%、京浜が33%などであり、京浜（首都圏）を市場として開拓した。1975年（昭和50年）時点の蒲郡はほぼ全量がウンシュウミカンの露地栽培だったが、以後の12年間で早生温州のみかん畑の多くが温室みかんに転換された。また、イヨカンやネーブルオレンジなど多種の柑橘類を導入することも行われている。
全国的に温室みかん栽培が拡大したため、品質向上と経営の効率化を図り、1992年（平成4年）に温室みかん栽培のために日本一の規模のハウスミカン団地が完成した。1998年（平成10年）には同団地内にJA蒲郡市の総合集出荷場が完成し、ハイテク機器による選別・出荷が実施されている。

### 近年の動向

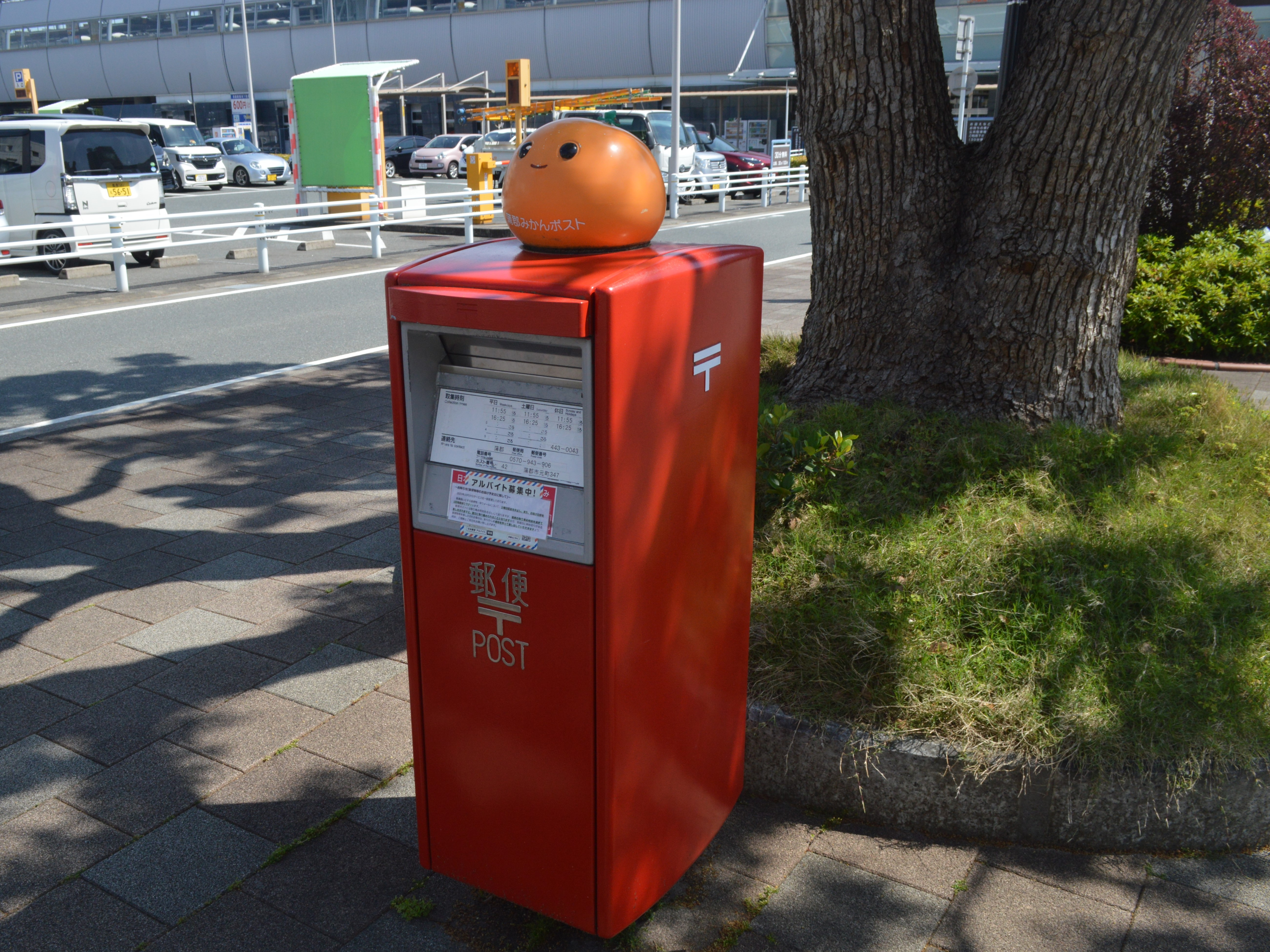
蒲郡みかんポスト

蒲郡駅南口、蒲郡駅北口、蒲郡市役所前には、郵便ポストの上に蒲郡みかんが乗った「蒲郡みかんポスト」が設置されている。蒲郡競艇場では毎年1月に蒲郡市農林水産まつりが開催され、2023年（令和5年）1月には第42回蒲郡市農林水産まつりが開催された。蒲郡市農林水産まつりでは蒲郡みかんを使った新作スウィーツが限定販売される。
2007年（平成19年）2月、蒲郡みかんわいん推進協議会が露地みかんを原材料にした「みかんわいん」を数量限定で発表。翌年にも市内限定・数量限定で販売された。また、市内のホテルなどの食前酒として宿泊客に提供し、蒲郡みかんの知名度アップにつなげた。2008年（平成20年）6月、蒲郡市・JA蒲郡市・サークルKサンクス共同開発の蒲郡みかんを使ったパンが3週間の期間限定で販売された。
2008年（平成20年）6月には愛知県内の農産物で初めて、「蒲郡みかん」が地域団体商標（地域ブランド）に登録された。みかんでは「三ヶ日みかん」（JAみっかび）や「有田みかん」（JAありだ）などに次いで8番目の登録となった。

## 種類

### 温室みかん

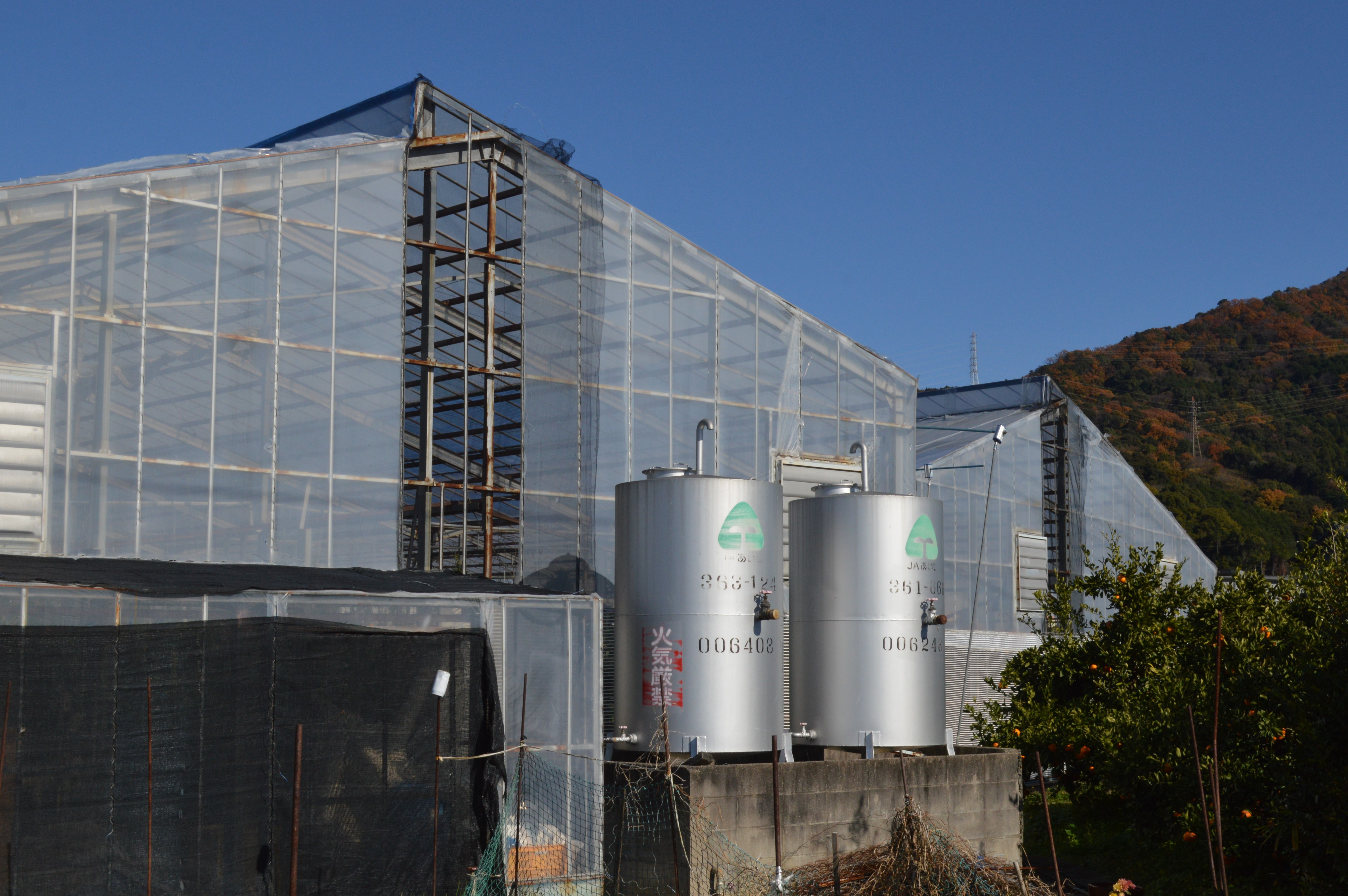
蒲郡温室みかんを生産する温室

蒲郡温室みかんは品種を宮川早生に統一しており、高い糖度と程よい酸味を兼ね備えている。1973年（昭和48年）より9件の農家が温室での栽培を開始した。温室栽培は最初の農家の導入からわずか5年で地域全体に普及した。1990年（平成2年）からは地中冷却栽培法を導入し、4月上旬から10月上旬まで温室みかんを供給できる体制を整えている。
全国的に温室みかん栽培が拡大したため、産地間競争を勝ち抜くために品質向上や経営の工夫に取り組んでいる。1992年（平成4年）には鉄筋屋根型ビニールハウス（66棟8.8ha）の日本一の温室みかん団地が完成した。同団地内には光センサー（非破壊糖酸度分析装置）、カメラ、コンピューターなどのハイテク機を備えた総合集出荷場が稼働しており、高品質の温室みかんが出荷されている。市場評価は日本国内では最も高く、東京都中央卸売市場では全国平均を1kgあたり100円以上上回っている。
川久保篤志による1995年（平成7年）の調査によれば、温室みかん栽培農家は、温室栽培を導入しない農家に比べ40歳代以下の若い農家の比率が高く、若手農家は農業以外の職業を経験した後、親の高齢化に伴う引退により農家を継いだ人が多いという。また彼らは専業農家である場合が多く、他の柑橘類やキウイフルーツと組み合わせて温室みかん栽培を行っている。

#### 温室みかんの生産暦
9月から1月にかけてビニールハウスを設営して加温し、加温から35日 - 45日で開花するように調整する。水は地中に敷いたパイプで供給し、目的の大きさ・収穫時期を制御する。樹木には枝つりを行い、果実の重みで枝が折れないようにすることとそれぞれの果実に日光が当たるようにする。そして4月から10月に収穫する。

### 露地みかん

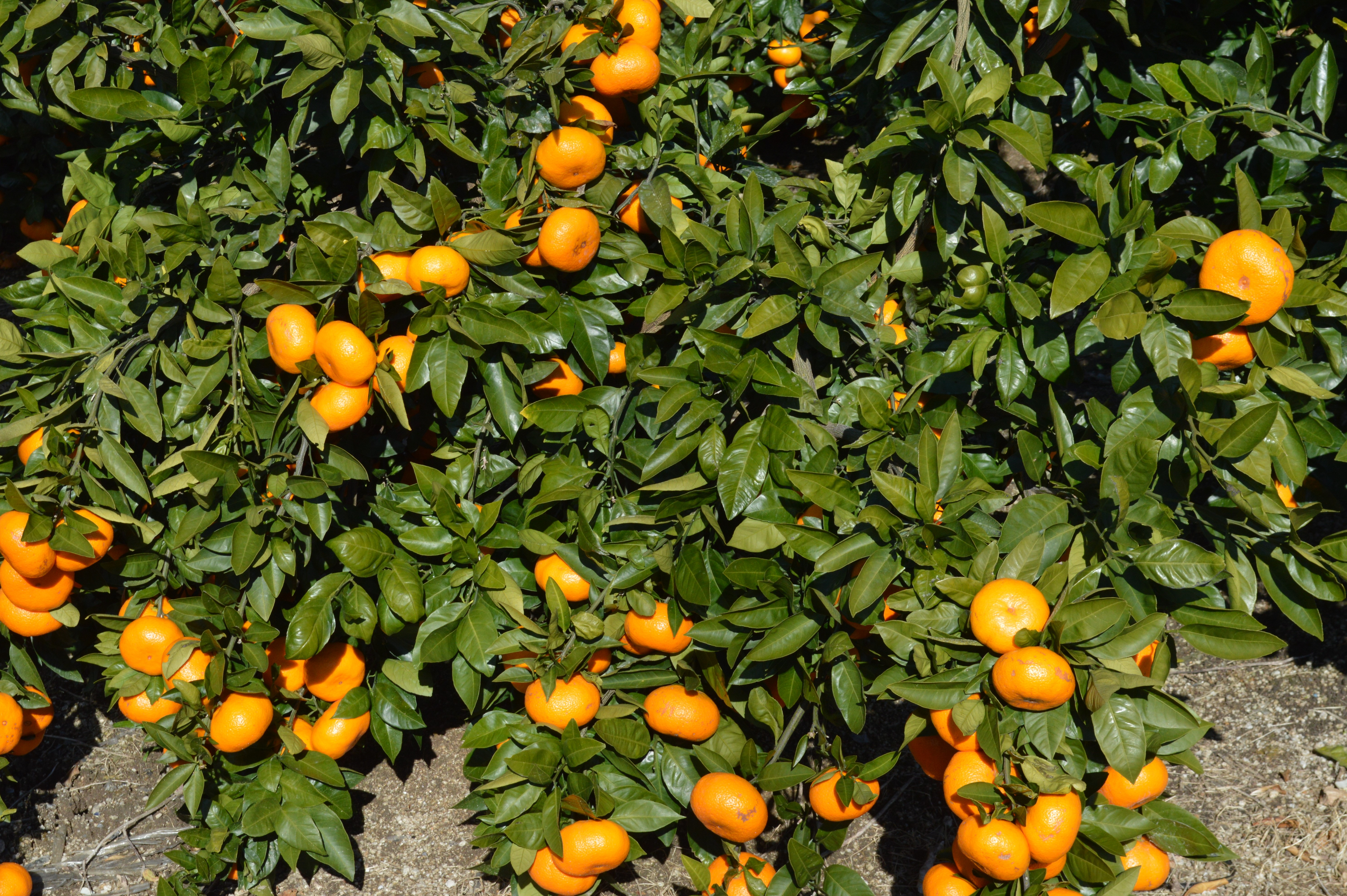
露地栽培の蒲郡みかん

露地栽培の蒲郡みかんは、全国的に価格の低迷が続く露地栽培に対応するため、新品種や新しい栽培方法が導入されている。
露地栽培の早生みかんのうち、糖度12度以上のみかんが「箱入娘」（はこいりむすめ）として出荷される。園地を限定した園地の木の下に白いシートを敷き詰めて水分供給を調整し、糖度を高める張るマルチ栽培を行う。出荷期間は11月下旬から12月中旬頃までであり、5kg一箱で販売されている。2006年（平成18年）には蒲郡市内の小学校の学校給食に導入された。姉妹品に中晩柑の新品種「はるみ」がある。

## 品種・ブランド
- 温室みかん（4月上旬 - 10月上旬）

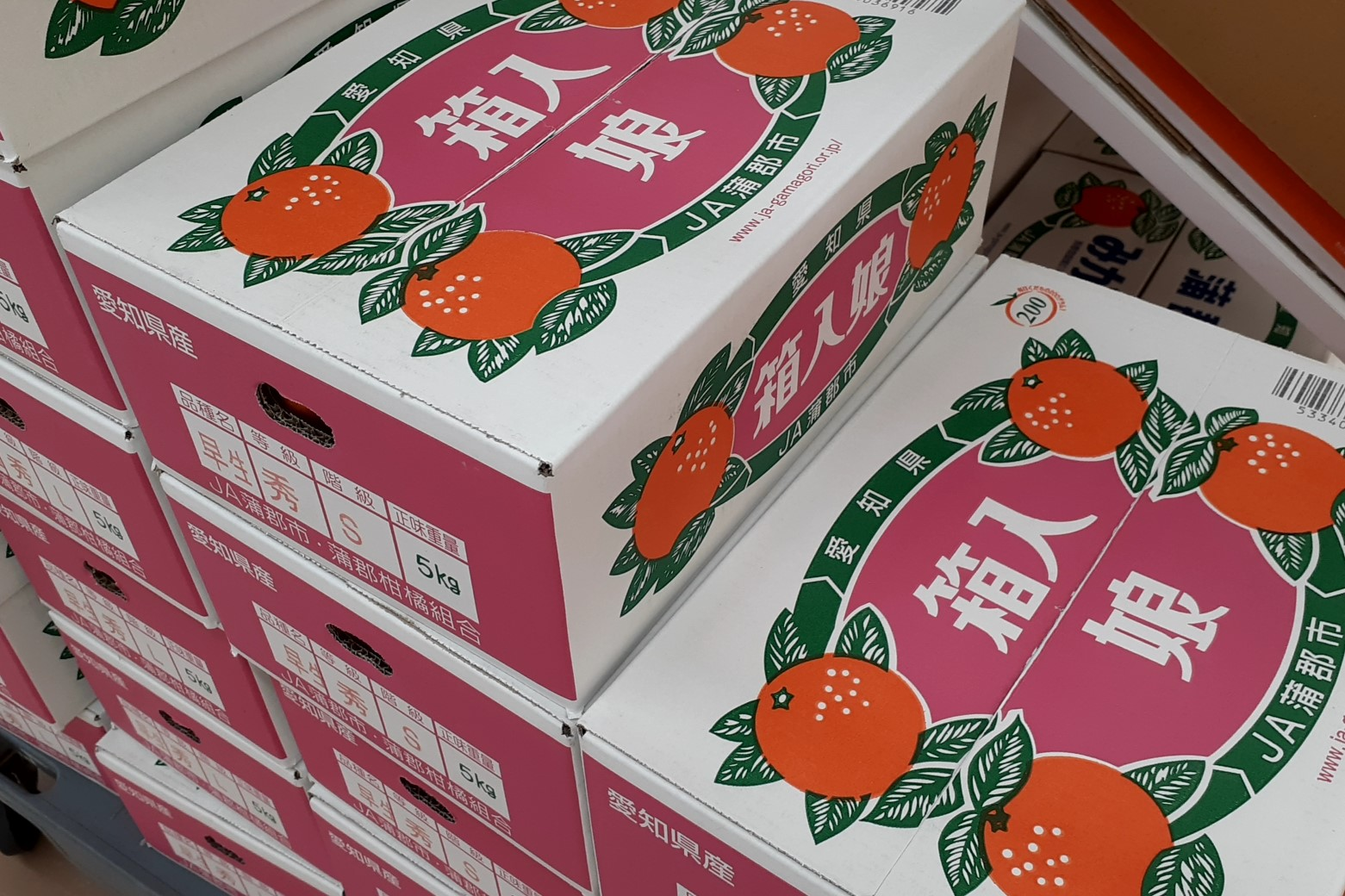
「箱入娘」

  - グリーン温室みかん（8月中旬 - 9月中旬） - 果物の市場出回りが少ない期間を埋める戦略商品。

- 露地みかん（10月中旬 - 3月中旬）
  - 蒲郡「はるみ」（1月下旬 - 3月上旬） - ポンカンと清見のかけあわせで、「春を見る時期のみかん」として命名された。
  - 青島みかん「蔵出」（1月 - 3月） - ブルーの箱が目印。
  - 早生みかん「箱入娘」（11月下旬 - 12月中旬） - マルチ栽培による糖度が高い高級露地みかんのブランド品。
  - 早生みかん「おてんば娘」（11月下旬 - 12月中旬） - 「箱入娘」のうち、擦り傷や形などによって規格から外れたもの。味に変わりはない。

蒲郡みかんの加工食品

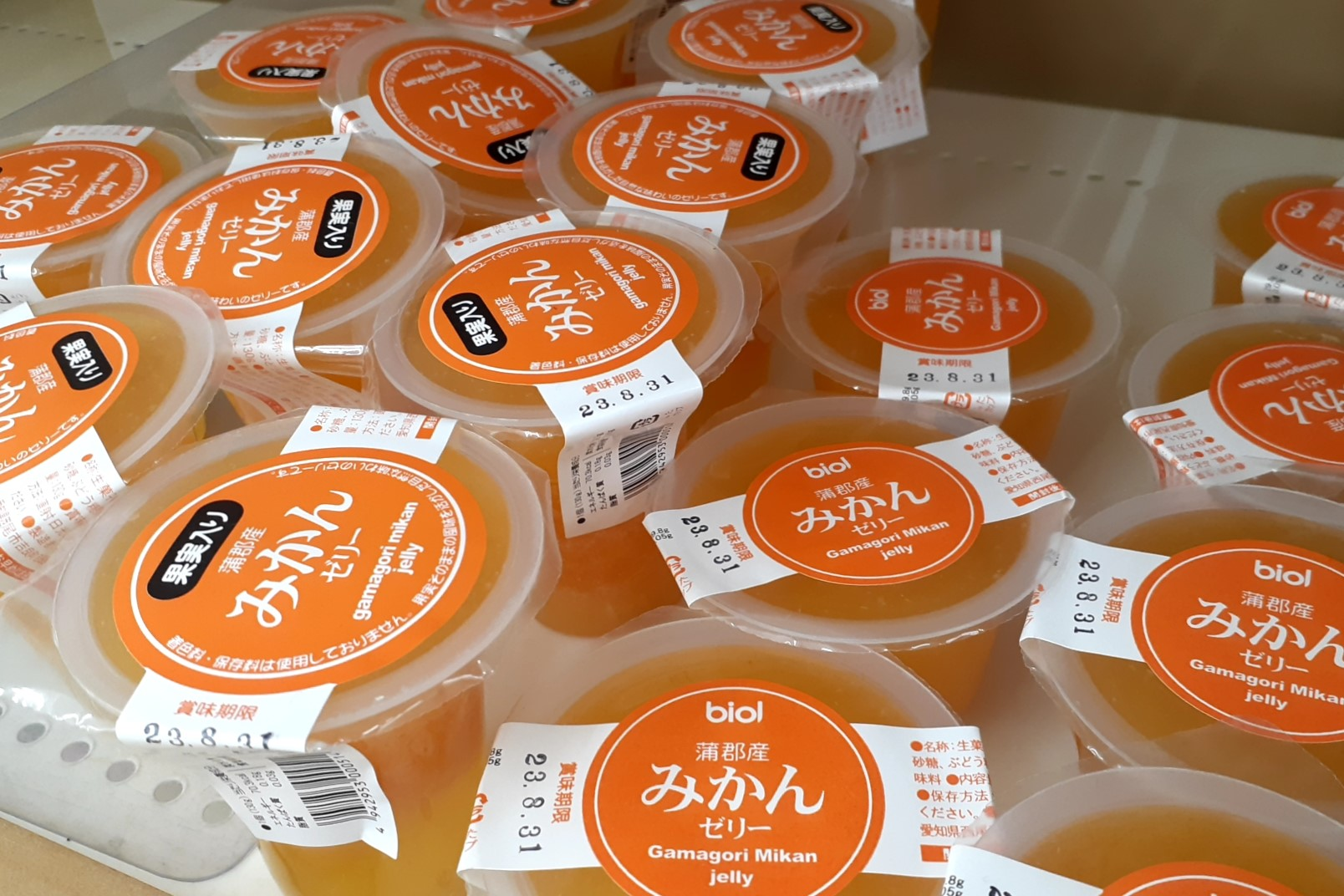
みかんゼリー
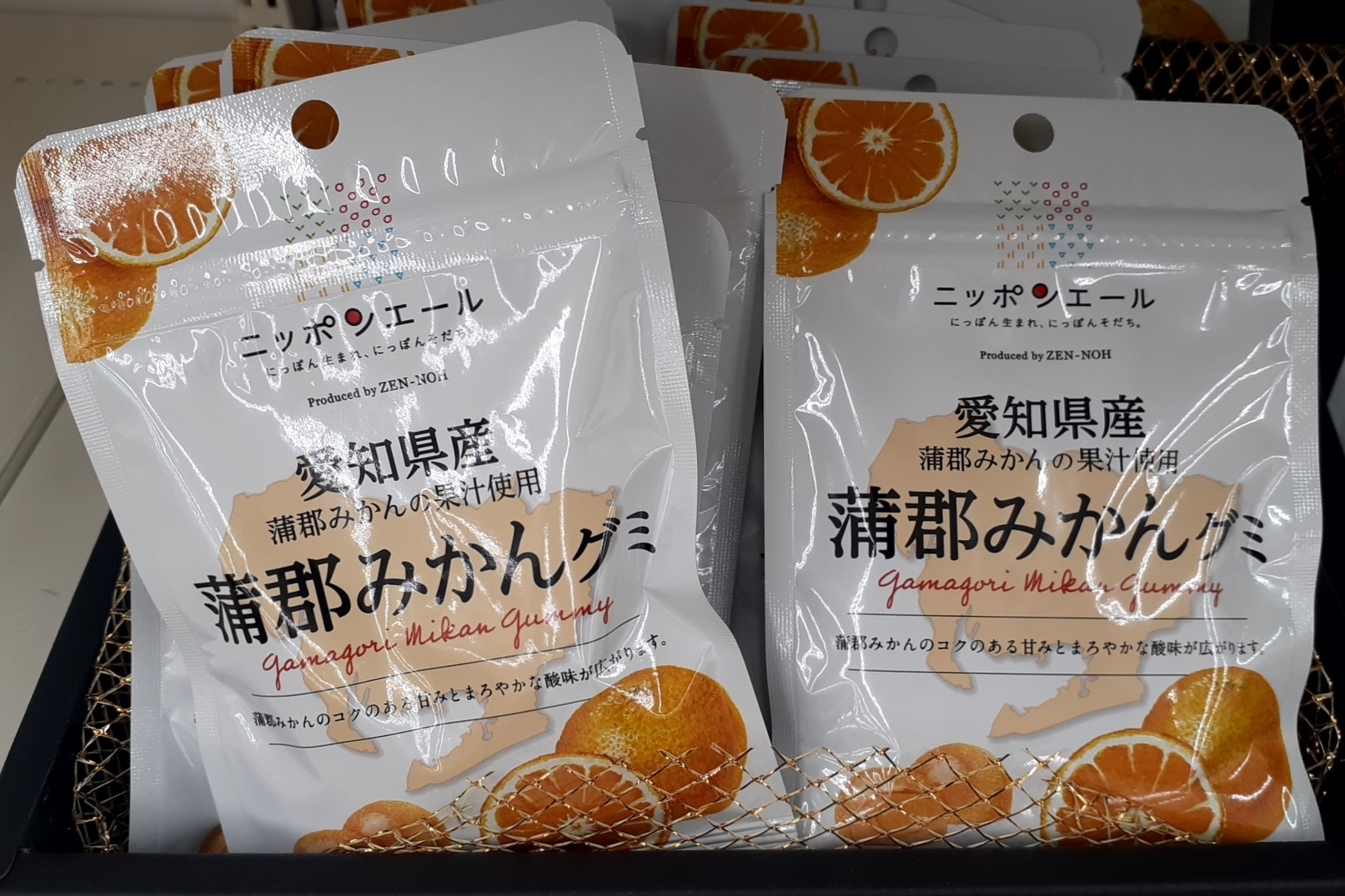
蒲郡みかんグミ
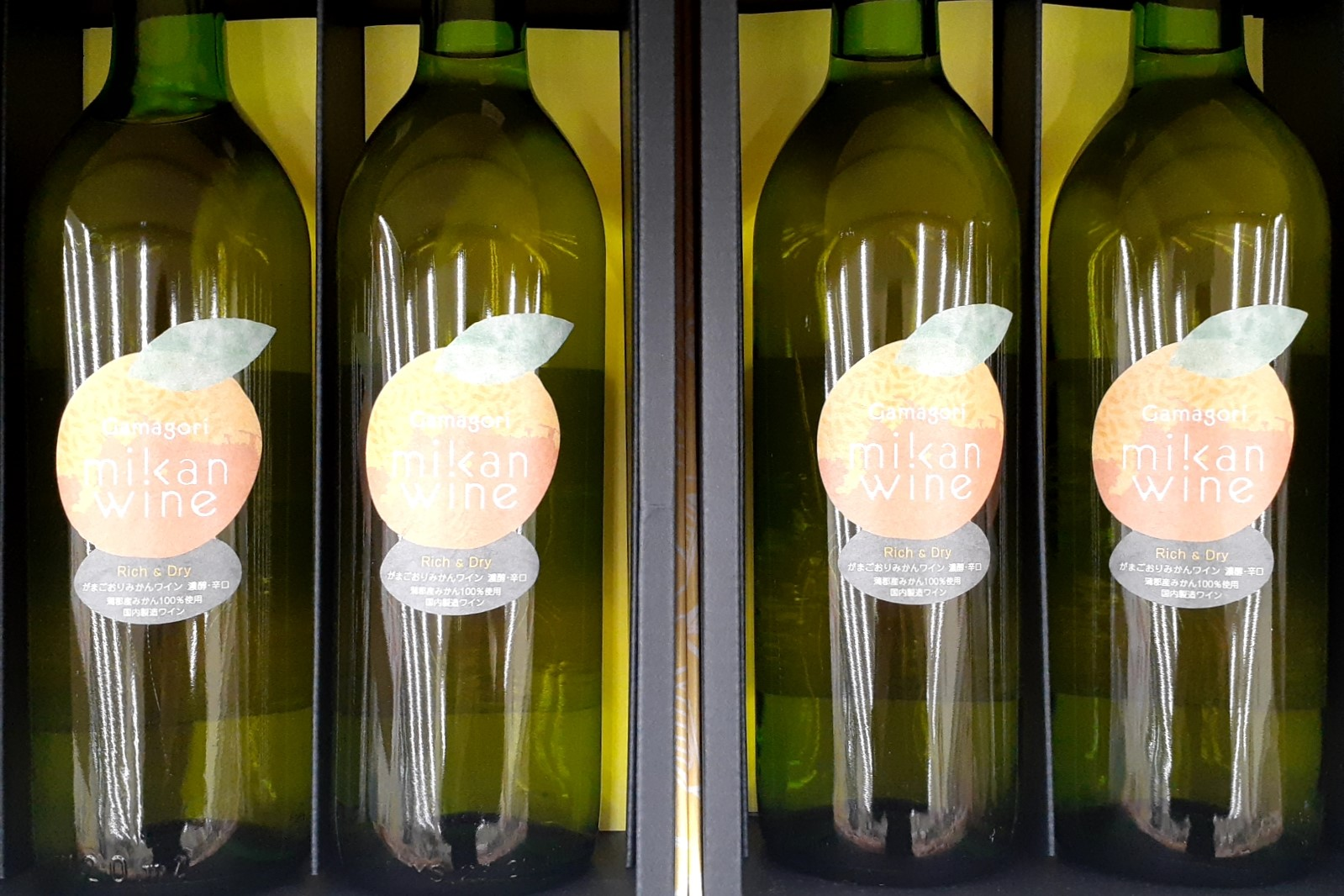
がまごおりみかんワイン
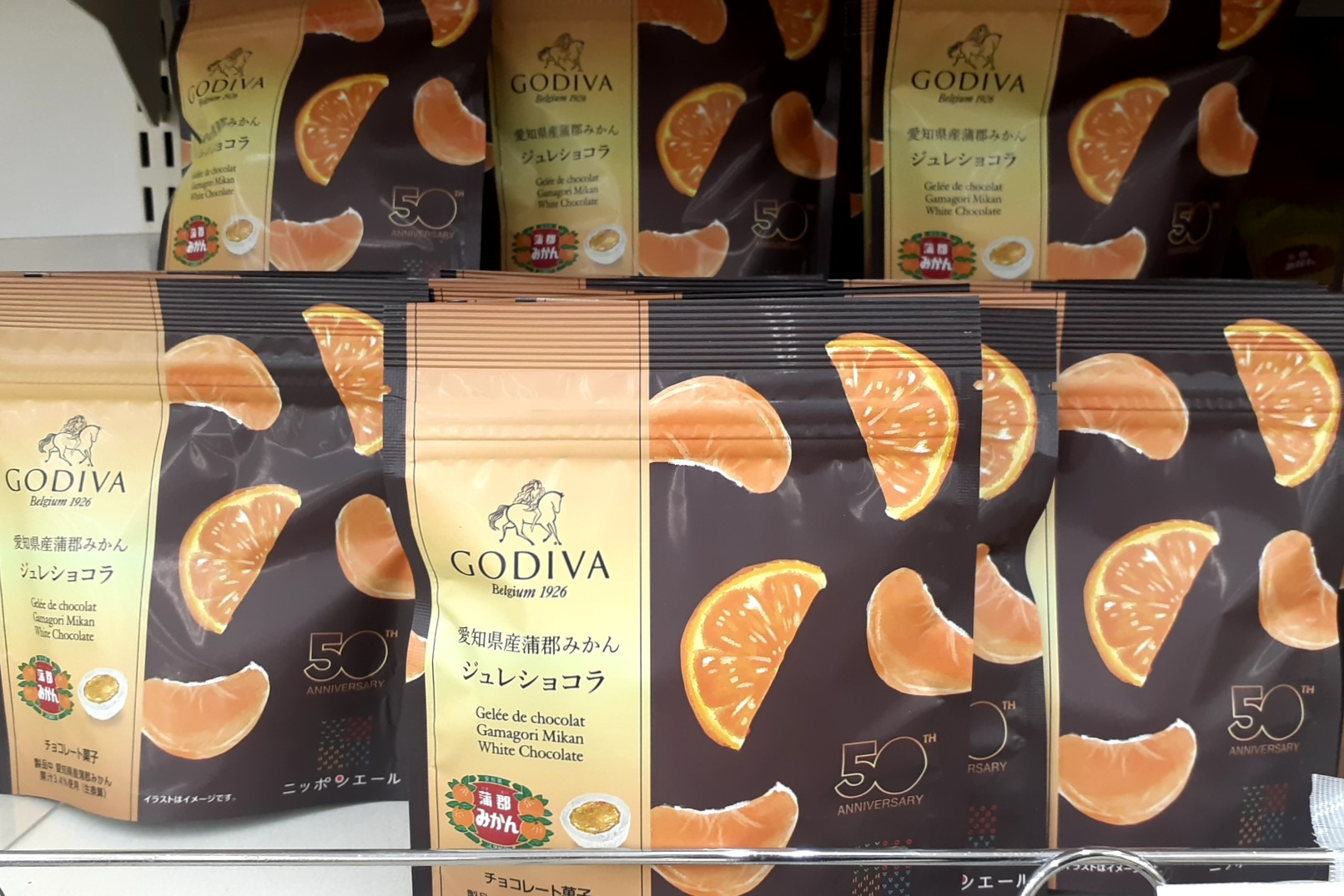
ジュレショコラ